# Paraembolides
Paraembolides – rodzaj pająków z infrarzędu ptaszników i rodziny Hexathelidae. Obejmuje osiem opisanych gatunków.

## Morfologia
Pająki małych i średnich rozmiarów, osiągające od 3,3 do 7,5 mm długości prosomy.
Karapaks jest w zarysie jajowaty z ściętym przodem i wcięciem w tyle. Część głowową ma lekko wyniesioną u samic, a płaską u samców. Jamka jest krótka i poprzeczna. Warga dolna jest znacznie szersza niż dłuższa, wyposażona w do trzydziestu kuspuli zlokalizowanych w przednim kącie. Sercowate sternum ma trzy pary sigilla, z których przednie i środkowe są małe i okrągłe, a tylne większe i owalne. Stopy mają trichobotria rozmieszczone w pojedynczym szeregu. Przednie stopy pozbawione są kolców. Górne pazurki mają po jednym S-kształtnym szeregu ząbków. U samca odnóża pierwszej pary mają goleń zaopatrzoną w pojedynczy megakolec odsiebny, ale pozbawioną wyniesionej apofizy (haka), a nadstopie pozbawione listewki czy guzka.
Opistosoma (odwłok) ma wyraźny wzór barwny na wierzchu i spodzie. Dysponuje sześcioma kądziołkami przędnymi. Kądziołki przednio-boczne są dwuczłonowe, nie szersze niż tylno-środkowe.
Genitalia samicy zawierają dwie spermateki. Nogogłaszczki samca mają bulbus wyposażony w apofizę paraemboliczną. Embolus jest wydłużony.

## Ekologia i występowanie
Pająki te zasiedlają lasy, zarówno górskie, jak i nizinne oraz zarówno deszczowe, jak i suche. 
Przedstawiciele rodzaju występują tylko na wschodzie Australii. Podawani są z Queenslandu, Nowej Południowej Walii i Terytorium Stołecznego. Na zachód nie przekraczają Wielkich Gór Wododziałowych.

## Taksonomia i ewolucja
Takson ten wprowadzony został w 1980 roku przez Roberta J. Ravena na łamach „Journal of Arachnology” poprzez wydzielenie ośmiu gatunków z opisanego przez tego samego autora dwa lata wcześniej rodzaju Bymainiella. Nazwa odnosi się do obecności u samców tego rodzaju apofizy paraembolicznej. Gatunkiem typowym wyznaczono Bymainiella boycei, opisaną w 1978 roku przez tego samego autora.
Do rodzaju należą:
- Paraembolides boycei (Raven, 1978)
- Paraembolides boydi (Raven, 1978)
- Paraembolides brindabella (Raven, 1978)
- Paraembolides cannoni (Raven, 1978)
- Paraembolides grayi (Raven, 1978)
- Paraembolides montisbossi (Raven, 1978)
- Paraembolides tubrabucca (Raven, 1978)
- Paraembolides variabilis (Raven, 1978)

Wyniki filogenetycznych analiz molekularnych Marshala Hedina i innych z 2018 roku wskazują na zajmowanie przez Paraembolides pozycji siostrzanej dla Bymainiella; tworzony przez te rodzaje klad zajmować ma z kolei pozycję siostrzaną dla Teranodes.